# Pienza

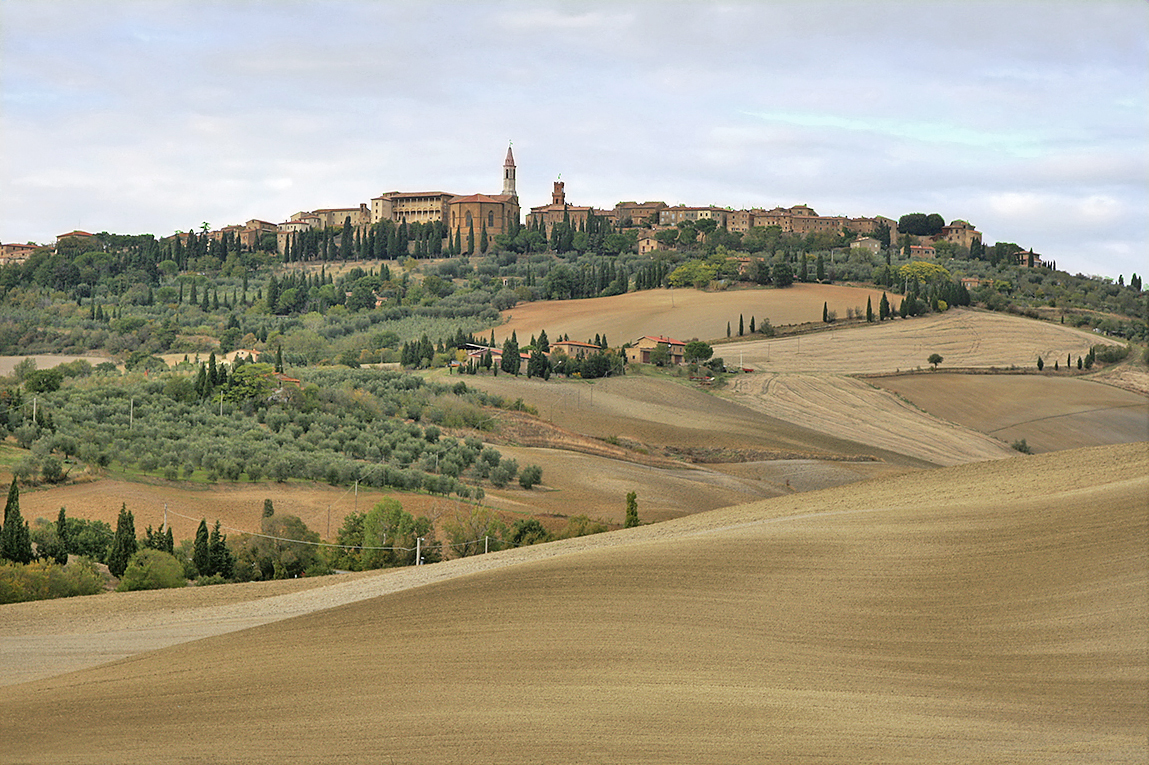
Pienza látképe jellegzetes toszkánai tájjal

Pienza 2190 lakosú kisváros  Olaszországban, Toszkánában, a d’Orcia völgyben, Montepulciano és Montalcino városok között.
A szomszédos települések a következőek; Castiglione d'Orcia, Chianciano Terme, Montepulciano, Radicofani, San Giovanni d'Asso, San Quirico d'Orcia, Sarteano, Torrita di Siena, Trequanda.
1996-ban az UNESCO Pienza történelmi központját  kulturális világörökséggé nyilvánította és 2004-ben az egész völgyet fölvette a listára.

## Történet
Pienza története, ellentétben a szomszédos településekével, mentes a középkori háborúktól és csatározásoktól. A város 1462-ig csak egy kis falu volt Corsignano néven. Sorsát az változtatta meg, amikor 1405-ben megszületett itt Enea Silvio Piccolomini, akit 53 évvel később II. Piusz néven pápává választottak. A pápa döntött a település újjáépítéséről, amiből aztán négy év alatt egy tipikus 15. századi városka született. A pápa korai halála gyakorlatilag Pienza virágzásának is véget vetett, gyakorlatilag azóta változatlan maradt.

## Látnivalók

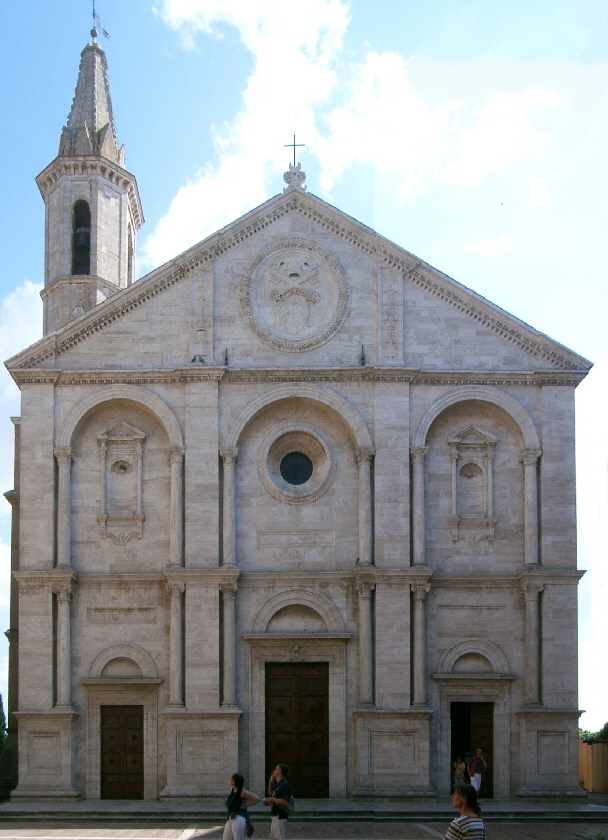
A dóm reneszánsz homlokzata

A város történelmi-kulturális örökségének túlnyomó része a II. Piusz pápának szentelt téren koncentrálódik.  A pápa sokat adott a városnak, igyekezett abból egy ideális reneszánsz várost kialakítani. Tervei megvalósítását Bernardo Rossellinóra bízta, ám azok csak részben valósultak meg. Ennek ellenére az egykori fejlesztések az olasz reneszánsz racionális városépítészetének kiemelkedő példájává teszik Pienzát.
A pienzai dómot Rosselino építette 1459-1462 között háromhajós csarnoktemplomnak, kápolnakoszorúval. A reneszánsz stílusú homlokzat ellenére a dóm típusában az északi gótikát követi, amely a városépítő II. Piusz pápa számos németországi útjának tudható be.
A toszkáni oszlopfők és a domborművek a gótikus térkoncepció átültetése a korai reneszánsz formanyelvére. Az apszis alatt található baptisztérium kriptára emlékeztet, és részeiben még az eredeti, román stílusú templomból származik.

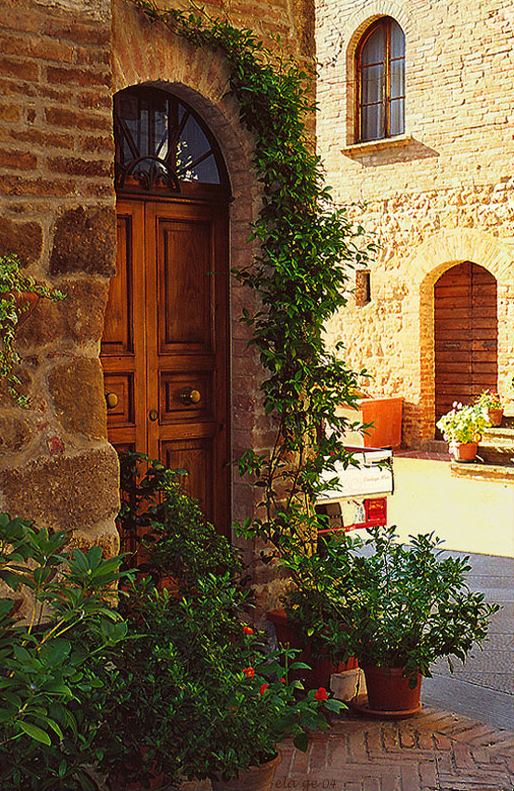
Utcakép Pienzában

A dómban van a Museo della Cattedrale. Az érseki múzeumban, a Palazzo Vescovileben helyi szőtteseket, valamint vallásos emléktárgyakat mutatnak be. Három faliszőnyeg is látható vallásos ábrázolásokkal, melyek a 15. század végén keletkeztek Flandriában és a Piccolomini család segítségével kerültek Pienzába. A képtárban található egy 7. századi műalkotás, Krisztus a keresztfán (La Croce) címmel. A 14. századból származik Pietro Lorenzetti (A boldogasszony gyermekével) és Barolo di Fredi (Szenvedő Szűzanya). Ezenkívül a 14. és 15. század egyéb fontos alkotásai is láthatóak, köztük egy Madonna, amelyet állítólag Luca Signorelli készített.
A Szent-Ferenc Templom egyike azon kevés épületeknek, amely még a régi Corsignanoból származik, a homlokzat és a bejárat gótikusak. A templom maga egy 8. századi templom alapjaira épült. A templombelsőt 14. századi Szent Ferenc életét ábrázoló freskók díszítik, amelyeket Cristofano di Bindoccio és Meo di Pero, a sziénai festőiskola mesterei készítettek. Az értékes templomi berendezés - például Segna di Bonaventura temperafestményei - a püspöki múzeumban található. Ezen kívül Pienzában található még az Ammannati-palota, a Gonzaga-palota és Cardinale Atrebatense palotája, mind a 15. századból. A közelben található a Pieve di Corsignano, a környék egyik legfontosabb román stílusú nevezetessége. A városkától délnyugatra található település Terrapille számtalan Toszkána-képeslap motivumául szolgál.